# Seyyed Mahmud Alaví
Seyyed Mahmud Alaví (n. en Lamerd, 24 de abril de 1954) es un ulema, profesor universitario y político iraní, ministro de Inteligencia desde el 15 de agosto de 2013 y diputado de Teherán en la Asamblea de Expertos del Liderazgo desde 2011. 
Antes fue diputado del shahrestán de Lamerd (en Fars) en la Asamblea Consultiva Islámica en sus primero (1980-1984), segundo (1984-1988), cuarto (1992-1996) y quinto mandatos (1996-2000). Entre 2000 y 2009 presidió el Instituto de Doctrina Política del Ejército iraní. Posee un doctorado en Derecho islámico de la Universidad Ferdousí de Mashhad. Milita en el Frente de Resistencia del Irán Islámico. 

## Biografía
Seyyed Mahmud Alaví nació el 24 de abril de 1954 en el seno de una familia clerical en la ciudad farsí de Lamerd, en Irán. Cuando tenía 2 años, su familia se trasladó a los Nayaf, en Irak, donde su padre el ayatolá Hach Seyyed Rezá Alavi realizaba estudios islámicos. Alaví cursó allí sus estudios en los círculos iraníes de la ciudad. 

### Estudios islámicos
En 1970 tomó el hábito de mulá y comenzó una formación de ulema, primero en Nayaf y a continuación, de regreso en Irán, en Abadán, Qom y Teherán. Sus profesores en Qom fueron los ayatolás Etemadí, Mohaqqeq Damad, Hoseiní Kashaní, Bakuí, Sotudé y su propio padre durante los cursos ordinarios, y Seyyed Alí Jameneí, Fazel Lankaraní, Makarem Shirazí, Musaví Ardabilí, Yazdí, Hashemí Shahrudí y Mohaqqeq Damad en los cursos superiores (jarech-e feqh). Hasta la actualidad (2013), Alaví ha ejercido como docente en los centros de estudios islámicos de Qom, en los niveles superiores.

### Actividad universitaria
En paralelo a los estudios religiosos, Alaví realizó estudios universitarios. Adquirió una licenciatura en Pedagogía por la Escuela Superior de Educación y Judicatura de Qom (actual Universidad de Qom) y una maestría en Derecho islámico por la Universidad Ferdousí de Mashhad, obteniendo en ambas la mejor calificación de su promoción. Se doctoró en la misma universidad de Mashhad. 
Tras doctorarse, Alaví integró el cuadro profesoral de la Universidad de Radio y Televisión de la República Islámica de Irán, al tiempo que impartía clases también en el Centro de Investigaciones del Imam Jomeiní y la Revolución Islámica, la Facultad de Teología de la Universidad de Teherán, la Universidad Imam Sadeq, la Universidad de las Escuelas Islámicas, Universidad Islámica Azad y Facultad de Ciencias del Hadiz. Entre las materias que imparte se encuentran: Fundamentos de las relaciones internacionales en el derecho islámico, Bases del derecho islámico en materia médica, Equilibrio y preferencia en el derecho islámico, Corán y relaciones internacionales, Distinción entre reglas y principios del derecho islámico en el pensamiento del Imam Jomeini y otros, El ayuno y sus prescripciones, Lecciones del movimiento del Imam Hosein, etc. 

### Actividad política prerrevolucionaria
Siendo adolescente, Seyyed Mahmud Alaví participó en la fundación, en 1971, de la Asociación Islámica de la Juventud de Abadán. Entre 1975 y 1977, participó en la creación de numerosas bibliotecas en distintas regiones de la provincia de Fars, a la vez que desarrollaba actividades educativas y de propaganda islámica entre los jóvenes. Participó también en la organización de manifestaciones contra el gobierno del shah Mohammad Reza Pahlaví en Qom y en distintos puntos del sur de Irán: Lar, Gerash, Lamerd, etc. En el último año antes de la Revolución de 1979, con 24 años, encabezó un grupo armado en Qom.

### Actividad política posrevolucionaria
Al comienzo de la Revolución iraní, fue representante en el sur de Irán del Comité Central de la Revolución Islámica entre 1978 y 1979. Tras la caída del sistema de gobierno monárquico de Mohammad Reza Pahlaví, siguió representando al despacho del ayatolá Jomeini, líder de la revolución, en Lamard durante el año posterior. En las primeras elecciones legislativas de 1980 resultó elegido como diputado del shahrestán de Lamerd para la Asamblea Consultiva Islámica, y renovó su mandato cuatro años después, hasta 1988. Durante la guerra Irán-Iraq, llevó a cabo una labor constante de movilización en la región de Lamard y Lar, visitando el frente con frecuencia. Fue además portavoz de las comisiones parlamentarias de Concejos,  Asuntos Internos, Comisión Especial de Servicio Militar, Comisión Especial de Funciones y Competencias de Presidencia. 
Terminada la guerra, entre 1989 y 1991 fue secretario de supervisión e inspección y secretario de relaciones públicas y comunicaciones del Instituto de Doctrina Política del Ministerio de Defensa iraní. Un año más tarde volvió a presentar su candidatura para el parlamento en la circunscripción de Teherán, y resultó elegido. Renovó el mandato a la elección siguiente, hasta 2000.
Entre 2000 y 2009 presidió, por designación del Líder Supremo de Irán, el Instituto de Doctrina Política del Ejército iraní y, durante estos años, se opuso a la intromisión del estamento militar bajo su responsabilidad en el debate entre facciones políticas. En la grave crisis política ocasionada por las acusaciones de fraude en la elección presidencial de 2009, Alaví mantiene su apoyo constante a la jefatura religiosa del estado y al líder Seyyed Alí Jameneí, si bien se muestra partidario de la cautela en el tratamiento de la crisis:

No debemos actuar de modo tal que fabriquemos soldados y oficiales para los centros de mando opuestos a la Revolución. Si adoptamos actitudes de rechazo, la consecuencia será que una serie de grupos y personas que no están dotados de gran capacidad se distancien del campo de la Revolución y se unan al campo opuesto a la Revolución, y esto no casa con la razón y la prudencia.
2 de diciembre de 2009.

Desde 2011 es representante electo de la provincia de Teherán en la Asamblea de Expertos del Liderazgo. En 2012 presentó de nuevo su candidatura a la Asamblea de Consulta Islámica, pero fue rechazado por «falta de compromiso práctico con el islam y el estado».
Alaví ha efectuado viajes a numerosos países: Irak, Arabia Saudí, Kuwait, Emiratos Árabes Unidos, Omán, Turquía, Líbano, Siria, Jordania, República de Azerbaiyán, Georgia, Ucrania, Kirguizistán, Turkmenistán, Kazajistán, Alemania, Suecia, Dinamarca, Francia, Marruecos, Colombia, India, Tailandia, Singapur, Malasia, Indonesia, China, Corea del Sur, Baréin y Pakistán; y domina los idiomas árabe e inglés.

### Gobierno de Hasán Rouhaní
Pese a evolucionar políticamente en círculos próximos a Mohsén Rezaí, poco antes de la elección presidencial de Irán de 2013 Alaví, cada vez más cercano a las posturas de Akbar Hashemí Rafsanyaní, anunció su apoyo a la candidatura de Hasán Rouhaní, de cuyo comité de campaña electoral fue uno de los miembros principales. Tras su victoria electoral, Alaví fue presentado como candidato al ministerio de Inteligencia y aprobado por la Asamblea el 15 de agosto de 2013 con 227 votos favorables, 38 contrarios y 18 abstenciones. Entre los objetivo de su ministerio, fijó el incremento de la confianza ciudadana en el ministerio y la «garantía de la seguridad sin intromisión en la vida privada de los individuos».

## Tendencia ideológica
Alaví mantiene una estricta adhesión al principio fundador de la República Islámica de Irán de la tutela del alfaquí (velayat-e faqih) instituido por Ruhollah Jomeini y personificado tras la muerte de éste en 1989 en Seyyed Alí Jameneí. Como presidente del consejo superior del Frente de Resistencia de la Revolución Islámica, constituido entre 2010 y 2011 por diversas organizaciones «principalistas» (osulgará) a iniciativa de Mohsén Rezaí, Alaví ha defendido como principios de la formación «la moral islámica, el temor de Dios, la unidad, la fraternidad, el aprovechamiento de las oportunidades para servir al pueblo y al sistema sagrado de la República Islámica de Irán».